# Jorge Benítez (calciatore 1942)
Jorge Benítez, conosciuto negli Stati Uniti d'America come George Benitez (1942), è un ex calciatore peruviano naturalizzato statunitense, di ruolo attaccante.

## Carriera

### Club
Nel 1965 viene ingaggiato dagli statunitensi del Ukrainian Nationals con cui vince la National Challenge Cup 1966, sconfiggendo in finale il Orange County SC. Nell'American Soccer League 1965-1966 ottiene con 21 reti segnate il secondo posto come miglior marcatore stagionale, alle spalle di Walter Chyzowych, mentre nella stagione seguente si aggiudica il titolo di capocannoniere del torneo grazie ad un bottino di sedici reti.
Nel 1967, dopo un breve passaggio ai Boston Rovers, si trasferisce ai Boston Tigers, società militante nell'American Soccer League. Nel 1968 passa ai Los Angeles Wolves, società militante nella neonata NASL. Con i Wolves ottenne il terzo posto della Pacific Division, piazzamento insufficiente per ottenere l'accesso alla fase finale della North American Soccer League 1968.
Terminata l'esperienza ai Wolves si trasferisce presso gli ecuadoriani del Deportivo Quito. Con il Deportivo vince il Campeonato Nacional de Fútbol 1968.
Ritornato negli Stati Uniti per giocare con il K.C. Spurs, vince con gli Spurs la North American Soccer League 1969. Benítez fornì gli assist per entrambe le reti nella vittoria per 2-0 contro i Baltimore Bays, che permise agli Spurs di superare in classifica l'Atlanta Chiefs grazie ai 2 punti assegnati per ogni rete.
Nel 1972 è in forza ai San Pedro Yugoslavs, società militante nella Greater Los Angeles Soccer League, con cui raggiunge la finale della National Challenge Cup 1972, perdendola contro l'Elizabeth S.C..

### Nazionale
Naturalizzato statunitense, venne convocato nella nazionale stelle e strisce. Ha giocato due incontri nelle qualificazioni per l'accesso al campionato CONCACAF 1973.

## Statistiche

### Cronologia presenze e reti in Nazionale
| Cronologia completa delle presenze e delle reti in nazionale ― Stati Uniti | Cronologia completa delle presenze e delle reti in nazionale ― Stati Uniti | Cronologia completa delle presenze e delle reti in nazionale ― Stati Uniti | Cronologia completa delle presenze e delle reti in nazionale ― Stati Uniti | Cronologia completa delle presenze e delle reti in nazionale ― Stati Uniti | Cronologia completa delle presenze e delle reti in nazionale ― Stati Uniti | Cronologia completa delle presenze e delle reti in nazionale ― Stati Uniti | Cronologia completa delle presenze e delle reti in nazionale ― Stati Uniti |
| Data                                                                       | Città                                                                      | In casa                                                                    | Risultato                                                                  | Ospiti                                                                     | Competizione                                                               | Reti                                                                       | Note                                                                       |
| -------------------------------------------------------------------------- | -------------------------------------------------------------------------- | -------------------------------------------------------------------------- | -------------------------------------------------------------------------- | -------------------------------------------------------------------------- | -------------------------------------------------------------------------- | -------------------------------------------------------------------------- | -------------------------------------------------------------------------- |
| 3-9-1972                                                                   | Città del Messico                                                          | Messico                                                                    | 3 – 1                                                                      | Stati Uniti                                                                | Qual. Campionato CONCACAF 1973                                             | -                                                                          |                                                                            |
| 10-9-1972                                                                  | Los Angeles                                                                | Stati Uniti                                                                | 1 – 2                                                                      | Messico                                                                    | Qual. Campionato CONCACAF 1973                                             | -                                                                          |                                                                            |
| Totale                                                                     |                                                                            | Presenze                                                                   | 2                                                                          |                                                                            | Reti                                                                       | 0                                                                          |                                                                            |

## Palmarès

### Club
- National Challenge Cup: 1

Ukrainian Nationals: 1966
- Primera Categoría Serie A: 1

Deportivo Cuenca: 1968
- North American Soccer League: 1

Kansas City Spurs: 1969

### Individuale
- Capocannoniere della ASL

1967 (16 gol)